# Stazione di Sant’Antioco
Stazione di Sant'Antioco 1974-ben bezárt vasútállomás Olaszországban, Szardínia régióban, Sant’Antioco településen.

## Vasútvonalak
Az állomást az alábbi vasútvonalak érintették:
- Siliqua-San Giovanni Suergiu-Calasetta-vasútvonal

## Kapcsolódó állomások
A vasútállomáshoz az alábbi állomások vannak a legközelebb: 
- Sant'Antioco Ponti railway station
- Stazione di Cussorgia